# تعليم الفيزياء
تعليم الفيزياء (بالإنجليزية: Physics education)‏ يشير إلى طرائق التعليم المستخدمة حاليًا لتدريس الفيزياء. تسمى المهنة معلم الفيزياء أو مدرس الفيزياء. يشير بحث تعليم الفيزياء إلى مجال البحث التربوي الذي يسعى إلى تحسين تلك الأساليب. تاريخيًا، دُرست الفيزياء على مستوى المدرسة الثانوية والكلية بشكل أساسي من خلال طريقة المحاضرة جنبًا إلى جنب مع التدريبات المعملية التي تهدف إلى التحقق من المفاهيم التي يتم تدريسها في المحاضرات. يتم فهم هذه المفاهيم بشكل أفضل عندما تكون المحاضرات مصحوبة بالشرح والتجارب العملية والأسئلة التي تتطلب من الطلاب التفكير في ما سيحدث في التجربة ولماذا. يتعلم الطلاب الذين يشاركون في التعلم النشط على سبيل المثال من خلال التجارب العملية من خلال اكتشاف الذات. عن طريق التجربة والخطأ يتعلمون تغيير تصوراتهم المسبقة حول الظواهر في الفيزياء واكتشاف المفاهيم الأساسية. يعد تعليم الفيزياء جزءًا من المجال الأوسع لتعليم العلوم.

## اليونان القديمة
كتب أرسطو ما يعتبر الآن أول كتاب مدرسي للفيزياء. تم تدريس أفكار أرسطو دون تغيير حتى أواخر العصور الوسطى، عندما بدأ العلماء في اكتشاف اكتشافات لا تناسبهم. على سبيل المثال، تناقض اكتشاف كوبرنيكوس مع فكرة أرسطو عن كون متمركز حول الأرض. لم يتم استبدال أفكار أرسطو حول الحركة حتى نهاية القرن السابع عشر، عندما نشر نيوتن أفكاره.
غالبًا ما يفكر طلاب الفيزياء اليوم في مفاهيم الفيزياء بمصطلحات أرسطو، على الرغم من تعليمهم المفاهيم النيوتونية فقط.

## إستراتيجيات التدريس
إستراتيجيات التدريس هي التقنيات المختلفة المستخدمة لتسهيل تعليم الطلاب بأنماط التعلم المختلفة. تهدف إستراتيجيات التدريس المختلفة إلى مساعدة الطلاب على تطوير التفكير النقدي والتفاعل مع المواد. يعتمد اختيار إستراتيجية التدريس على المفهوم الذي يتم تدريسه، وفي الواقع على اهتمام الطلاب.
طرائق/مناهج تدريس الفيزياء
- المحاضرة: المحاضرة هي إحدى الطرق التقليدية لتدريس العلوم. نظرًا لسهولة هذه الطريقة، وحقيقة أن معظم المعلمين يتم تدريسهم بواسطتها، فإنها تظل شائعة على الرغم من بعض القيود (مقارنة بالطرق الأخرى، فإنها لا تفعل سوى القليل لتطوير التفكير النقدي والموقف العلمي بين الطلاب). هذه الطريقة تتمحور حول المعلم.
- السرد: تعرف أيضًا باسم الطريقة السقراطية. في هذه الطريقة، يلعب الطالب دورًا أكبر مما يلعبه في المحاضرة. يطرح المعلم أسئلة بهدف إثارة أفكار الطلاب. يمكن أن تكون هذه الطريقة فعالة جدًا في تطوير مهارات التفكير العليا لدى التلاميذ. لتطبيق هذه الإستراتيجية، يجب إعلام الطلاب جزئيًا بالمحتوى. تعتمد فعالية طريقة السرد بشكل كبير على جودة الأسئلة. هذه الطريقة تتمحور حول الطالب.
- التبيان الإيضاحي: في هذه الطريقة، يقوم المعلم بإجراء تجارب معينة، يلاحظها الطلاب ويطرحون أسئلة حولها. بعد العرض، يمكن للمدرس شرح التجربة بشكل أكبر واختبار فهم الطلاب من خلال الأسئلة. هذه الطريقة مهمة، لأن العلم ليس موضوعًا نظريًا بالكامل.
- محاضرة-مع-تبيان إيضاحي: كما يوحي اسمها، هذا مزيج من طريقتين من الأساليب المذكورة أعلاه: المحاضرة والتبيان الإيضاحي. يقوم المعلم بإجراء التجربة ويشرحها في وقت واحد. بهذه الطريقة، يمكن للمدرس تقديم المزيد من المعلومات في وقت أقل. كما هو الحال مع طريقة العرض التوضيحي، يلاحظ الطلاب فقط؛ لا يحصلون على أي خبرة عملية خاصة بهم. لا يمكن تدريس جميع المواضيع بهذه الطريقة.[3]
- أنشطة المختبر: تطلب المعامل من الطلاب إجراء تجارب فيزيائية وجمع البيانات من خلال التفاعل مع أجهزة الفيزياء. بشكل عام، يتبع الطلاب التعليمات الموجودة في دليل المختبر. غالبًا ما تأخذ هذه التعليمات الطلاب من خلال التجربة خطوة بخطوة. تشمل أهداف التعلم النموذجية تعزيز محتوى الدورة من خلال التفاعل في العالم الحقيقي (على غرار العروض التوضيحية) والتفكير مثل علماء الفيزياء التجريبية. في الآونة الأخيرة، كان هناك بعض الجهد لتحويل الأنشطة المعملية نحو الهدف الأخير من خلال الفصل عن محتوى الدورة، وجعل الطلاب يتخذون قراراتهم بأنفسهم، والدعوة للتشكيك في فكرة النتيجة التجريبية "الصحيحة". على عكس طريقة العرض التوضيحي، تمنح الطريقة المعملية للطلاب خبرة عملية في إجراء تجارب مثل العلماء المحترفين. ومع ذلك، فإنه غالبًا ما يتطلب قدرًا كبيرًا من الوقت والموارد للعمل بشكل صحيح.[4]

## البحث
أبحاث تعليم الفيزياء هي دراسة كيفية تدريس الفيزياء وكيف يتعلم الطلاب الفيزياء. إنه حقل فرعي للبحث التربوي.